# Дзяли (Велюнський повіт)
Дзяли (пол. Działy) — село в Польщі, у гміні Чарножили Велюнського повіту Лодзинського воєводства.
Населення — 45 осіб (2011).
У 1975-1998 роках село належало до Серадзького воєводства.

## Демографія
Демографічна структура станом на 31 березня 2011 року:
|          | Загалом | Допрацездатний вік | Працездатний вік | Постпрацездатний вік |
| -------- | ------- | ------------------ | ---------------- | -------------------- |
| Чоловіки | 26      | 6                  | 17               | 3                    |
| Жінки    | 19      | 1                  | 10               | 8                    |
| Разом    | 45      | 7                  | 27               | 11                   |